# نیشیو، آیچی
نیشیو، آیچی از شهرهای استان آیچی ژاپن است که جمعیت آن در ۱ ژانویه ۲۰۰۸ ۱۰۶٬۶۴۳نفر بوده‌است.